# Lawrence Brainerd
Lawrence Brainerd (East Hartford, 1794. március 16. – St. Albans, 1870. május 9.) az Amerikai Egyesült Államok szenátora (Vermont, 1854–1855).